# Кирдими
Кирдими (фр. Kirdimi) — деревня и супрефектура в Чаде, расположенная на территории региона Борку. Административный центр департамента Борку-Яла.

## Географическое положение
Деревня находится на севере Чада, в южной части пустыни Сахара, на высоте 258 метров над уровнем моря.
Населённый пункт расположен на расстоянии приблизительно 759 километров к северо-востоку от столицы страны Нджамены.

## Население
По данным официальной переписи 2009 года численность населения Кирдими составляла 15 051 человек (8165 мужчин и 6886 женщин). Население супрефектуры по возрастному диапазону распределилось следующим образом: 43,1 % — жители младше 15 лет, 51,9 % — между 15 и 59 годами и 5 % — в возрасте 60 лет и старше.